# つらぬき丸
つらぬき丸（つらぬきまる、Sting）はJ・R・R・トールキンの小説『ホビットの冒険』と『指輪物語』に登場する架空の剣。瀬田貞二による日本語訳版では「つらぬき丸」と意訳されているが、『指輪物語』を原作とする2001年の映画『ロード・オブ・ザ・リング』の日本語字幕および吹き替えでは、英語原作を音写した「スティング」という名でも呼ばれた。
『ホビットの冒険』と『指輪物語』を通して、各作品の主人公の武器として登場した。劇中の設定では、第一紀にゴンドリンで作られたエルフのナイフとされ、オークが接近すると青い光を放って警告を発する魔法の力があった。

## 概要
『ホビットの冒険』において、グラムドリングとオルクリストと共にトロルの洞穴で発見され、ビルボ・バギンズの所有物となった。エルフにとっては短剣であるが、ホビットのビルボには剣としてちょうどいい大きさであった。グラムドリングやオルクリストのような由来は特になく、名もない無銘の剣だったが闇の森で蜘蛛を退治した後、ビルボに「つらぬき丸(スティング)」と命名された。
『指輪物語』で指輪の仲間が裂け谷を旅立つ前に、ビルボからフロド・バギンズに譲られた。
この剣の切れ味や能力については作中にいくつもの描写がある。たとえば、老いたビルボの力でもたやすく木の梁（はり）に深々と突き刺すことができた。モリアのマザルブルの間の闘いでは、トロルを斬りつけた際、ボロミアの剣は刃こぼれしたのに対し、つらぬき丸はたやすくトロルの足を貫いた。また、巨大蜘蛛シェロブの糸は強力な塚山出土の剣をも弾いたが、つらぬき丸には切り払われ、さらに何千年もの間多くの人間やエルフ達の刃を退けてきた強靭なシェロブ自身の皮も刺し貫かれた。